# Hochborn
Hochborn (bis 1971 Blödesheim) ist eine Ortsgemeinde in Rheinhessen im Landkreis Alzey-Worms in Rheinland-Pfalz. Sie gehört der Verbandsgemeinde Wonnegau an.

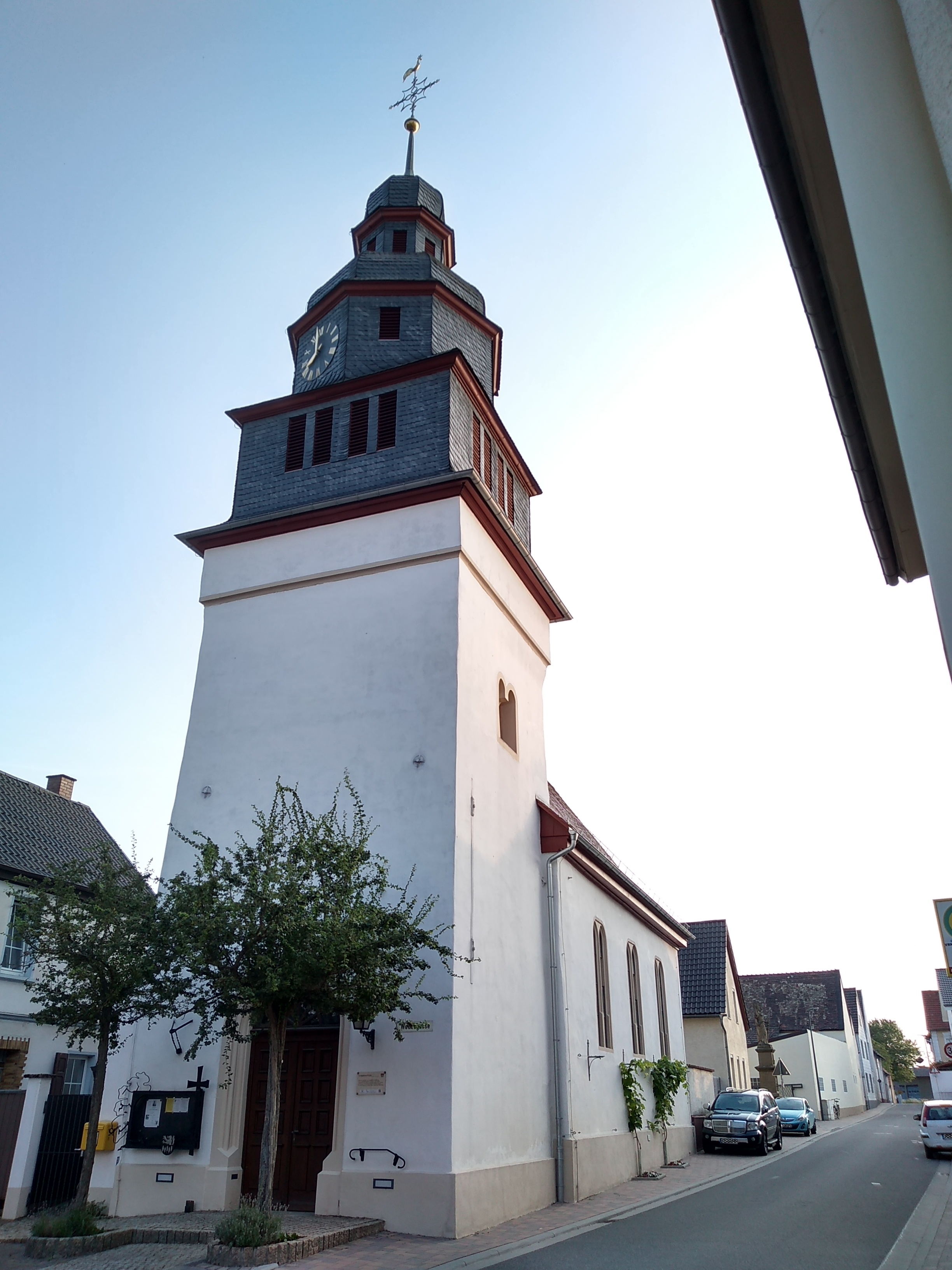
Die evangelische Pfarrkirche in Hochborn.

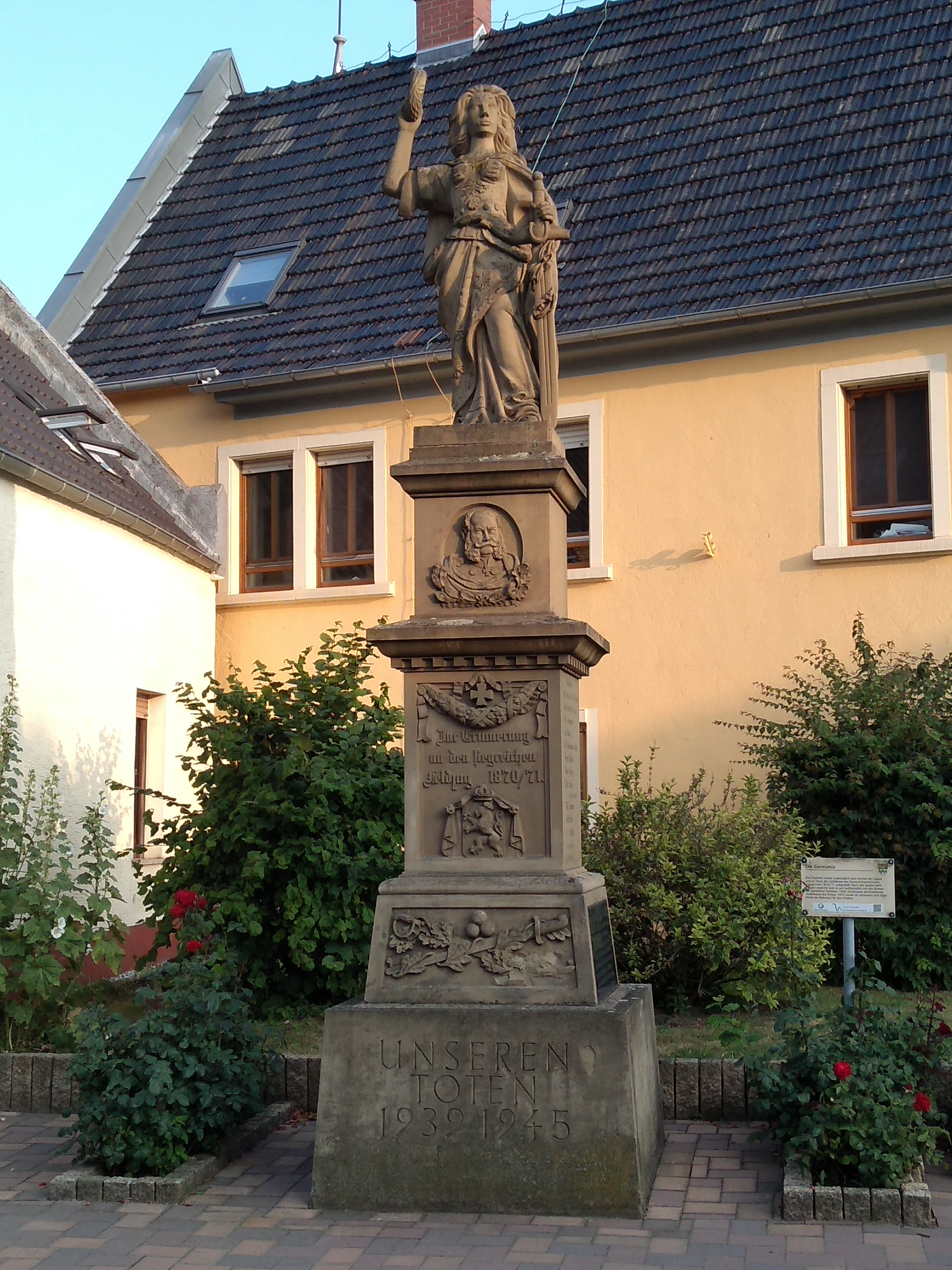
Das Hochborner Kriegerdenkmal.

## Geographie

### Lage
Hochborn liegt im Alzeyer Hügelland, einem Teil des Rheinhessischen Tafel- und Hügellandes. Es befindet sich etwa 6,5 km südöstlich von Alzey und 15 km (jeweils Luftlinie) nordwestlich von Worms. Gelegen auf etwa 263 bis 278 m ü. NHN mit Ortskernlage im Bereich der Dorfkirche auf 270 m Höhe gehört es zu den höchstgelegenen Ortschaften im Rheinhessischen Tafel- und Hügelland. Knapp 1,5 km (Luftlinie) nördlich der Kirche liegt der Kloppberg (293,4 m). Am südlichen Dorfrand entspringt der Blödesheimer Bach.

### Klima und Hydrologie
Der Jahresniederschlag beträgt 541 mm.
Trotz ihrer Höhenlage ist die Dorfgegend wasserreich, was bei der Umbenennung in Hochborn (Born = Brunnen) berücksichtigt wurde.

## Geschichte
Die erste urkundliche Erwähnung war am 23. April 782, im Urkundenbuch des Klosters Lorsch heißt es »Theodo und Authilde von Blatmarsheim« haben dem Kloster »15 Morgen Ackerland und eine Wiese zum Geschenk gemacht«. In späteren Urkunden wurde der Ortsname Blatmarisheim (788), Blittersheim 789, Blettenesheim 1071, Bleidinsheim 1261, Blendinsheim 1348 und seit 1613, nach anderen Informationen seit 1631, führte das Dorf den Namen Blödesheim.
Bischof Adalbero III. von Metz konstatiert in einer Urkunde von 1070, dass er hier eine Kirche zu Ehren des hl. Erlösers erbaut habe, welcher der Freie Gerard aus Epelensheyn (Eppelsheim), ein dortiges Allodialgut schenkte. 1230 fielen die Metzer Besitzrechte in Hochborn an das Wormser Domstift.
Vom 15. bis zum Ende des 18. Jahrhunderts gehörte der Ort landesherrlich zur Kurpfalz und unterstand der Verwaltung und der Gerichtsbarkeit des Oberamtes Alzey.
Nach der Einnahme des Linken Rheinufers durch französische Revolutionstruppen wurde die Region im Jahr 1797 von Frankreich annektiert. Von 1798 bis 1814 gehörte Blödesheim zum Kanton Bechtheim im Departement Donnersberg. Blödesheim war der Mairie Monzernheim zugeordnet.
Aufgrund der 1815 auf dem Wiener Kongress getroffenen Vereinbarungen und einem 1816 zwischen Hessen, Österreich und Preußen geschlossenen Staatsvertrag kam die Region, damit auch die Gemeinde Blödesheim, zum Großherzogtum Hessen und wurde von diesem der Provinz Rheinhessen zugeordnet.
Nach Auflösung der rheinhessischen Kantone kam der Ort 1835 zum neu errichteten Kreis Worms, dem er bis zum 1. November 1938 angehörte. Im Zuge der damaligen Gebietsreform stieß er zum Kreis Alzey, der kurz darauf in Landkreis Alzey umbenannt wurde.
1945 besetzten amerikanische Truppen den Ort, der jedoch im Sommer 1945 der französischen Besatzungszone zugeschlagen wurde und 1946 zum neuen Land Rheinland-Pfalz kam. Der Landkreis Alzey bestand darin bis zur Verwaltungsreform vom 7. Juni 1969 fort, im Zuge derer dessen überwiegender Teil im Landkreis Alzey-Worms aufging, dem Blödesheim seitdem angehört.
Am 1. März 1971 wurde der Ort von Blödesheim in Hochborn umbenannt, nachdem eine Umfrage unter den Bürgern stattgefunden hatte. Neben Hochborn und dem ursprünglichen Blödesheim hatten die Einwohner auch noch die Möglichkeit, für „Bergborn“ zu stimmen oder einen eigenen Namensvorschlag zu machen.
Von 1972 bis 2014 gehörte Hochborn zur Verbandsgemeinde Westhofen, seither zur Verbandsgemeinde Wonnegau.
Deutschlandweite Medienpräsenz erhielt die Ortsgemeinde einmal direkt bei der Umbenennung 1970 im Magazin Der Spiegel und in der Fernsehberichterstattung von SWF und ZDF, sowie ab dem 13. Februar 2001, als ein Fernsehbeitrag aus den 1970er Jahren des damaligen Südwestfunks von Stefan Raab in seiner Sendung TV total über den Ort Blödesheim aufgegriffen wurde. Stefan Raab besuchte daraufhin in der Fastnachtszeit den Ort und warb einige Wochen in seiner Fernsehsendung und in der Ortsgemeinde um die Rückbenennung in Blödesheim.

## Politik

### Gemeinderat
Der Gemeinderat in Hochborn besteht aus acht Ratsmitgliedern, die bei der Kommunalwahl am 9. Juni 2024 gewählt wurden, und der ehrenamtlichen Ortsbürgermeisterin als Vorsitzender.

### Bürgermeister
Ute Balz wurde bei der Direktwahl am 26. Mai 2019 mit einem Stimmenanteil von 65,56 % gewählt und ist damit Nachfolgerin von Herwarth Mankel, der nicht mehr kandidiert hatte. Bei der Direktwahl am 9. Juni 2024 wurde Ute Balz als einzige Bewerberin mit 58,6 % für weitere fünf Jahre in ihrem Amt bestätigt.
Bürgermeister bzw. Ortsbürgermeister waren:
- 1832–1837 Georg Ochs
- 1837–1853 Christian Jene
- 1843–1853 Jacob Claß
- 1853–1882 Georg Ochs, Sohn des 1. Bürgermeisters Georg Ochs
- 1883–1899 Philipp Schaffner
- 1899–1914 Peter Schaffner, Sohn von Philipp Schaffner
- 1914–1930 Jacob Jene II
- 1930–1945 Friedrich Class
- Jacob Flörsch (kommissarisch nach Kriegsende)
- Peter Blum (kommissarisch nach Kriegsende)
- 1946–1974 Johann Georg Dürkes (CDU)
- 1974–1999 Ludwig Abel
- 1999–2004 Kurt Knell
- 2004–2019 Herwarth Mankel
- seit 2019 Ute Balz

### Wappen
Blasonierung: „Geteilt von Schwarz und Silber, oben der wachsende goldene Pfälzer Löwe, unten fünf grüne Eichenblätter versetzt nebeneinander.“

## Kultur und Sehenswürdigkeiten

### Bauwerke
- Die evangelische Laurentiuskirche wurde 1070 als „Kapelle von Blettenesheim“ erbaut bzw. erstmals erwähnt.
- An der Langgasse / Ecke Stielgasse steht das Kriegerdenkmal für die Gefallenen der Einigungskriege. An der Vorderseite ist ein Reliefmedaillon Kaiser Wilhelms I. zu sehen, auf dem Sockel steht eine Nachbildung der Germania des Niederwalddenkmals. Das Denkmal, eine Stiftung des „Kriegerverein Blödesheim“ und finanziert durch die Sammlung freiwilliger Spenden, wurde von dem Steinmetz J. Sipp aus Gundersheim in gelben Sandstein ausgeführt und 1892 feierlich enthüllt.[15] Später wurde das Kriegerdenkmal durch Hinzufügung weiterer Inschriften für die Gefallenen der Weltkriege nachgewidmet.

Siehe auch: Liste der Kulturdenkmäler in Hochborn

## Wirtschaft und Infrastruktur

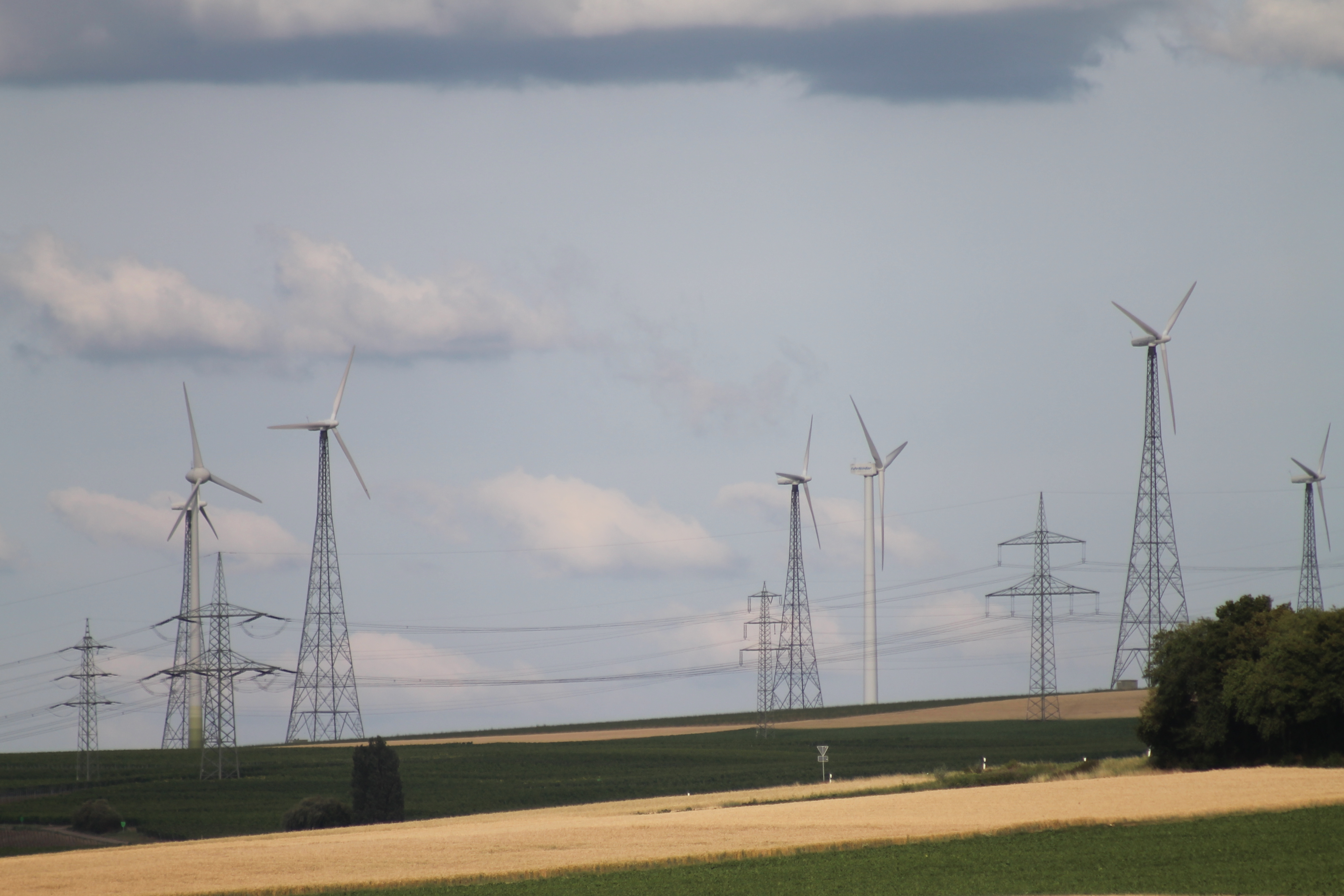
Windpark Hochborn

Hochborn gehört zu den drei Ortschaften in Rheinhessen, in denen kein Weinbau auf der eigenen Gemarkung stattfindet.

### Verkehr
Die Bundesautobahn 61 ist über Alzey erreichbar.
Der Ort wird von der VRN-Buslinie 429 bedient, die ihn mit Alzey und Osthofen verbindet.

### Energie
In Hochborn wurde 1998 ein Windpark mit 14 Nordex N43 Windkraftanlagen auf 77,5 m hohen Stahlfachwerktürmen gebaut. Jede dieser Anlagen leistet 600 kW.

## Persönlichkeiten
Im Ort geboren wurden:
- Peter Stephan (1818–1888), Abgeordneter der 2. Kammer der Landstände des Großherzogtums Hessen
- Jacob Stephan (1820–1905), Kaufmann und Politiker, Bruder des Peter Stephan
- Friedrich Otto Schack (1841–1922), Theologe
- Friedrich Class (1882–1964), hessischer Landtagsabgeordneter (NSDAP)